# Groene golfbrekeranemoon
De groene golfbrekeranemoon (Diadumene lineata, voorheen in geslacht Haliplanella) is een zeeanemonensoort uit de familie Diadumenidae. Diadumene lineata werd voor het eerst wetenschappelijk beschreven door Addison Emery Verrill in 1869.

## Beschrijving
Dit is een kleinere soort, met een diameter van ongeveer 3,5 centimeter over de tentakels en een hoogte van 3 centimeter. De centrale kolom is groengrijs tot bruin van kleur en glad. De kolom, die de gastrovasculaire centrale holte huisvest, strekt zich uit van de mond tot de bevestigde basis die de pedaalschijf wordt genoemd. Het heeft niet altijd verticale strepen, die oranje of wit kunnen zijn. Er zijn 50 tot 100 slanke en taps toelopende tentakels die zich volledig in de kolom kunnen terugtrekken. Ze zijn meestal transparant en kunnen grijs of lichtgroen zijn met witte vlekjes.

## Verspreiding en leefgebied
De soort komt oorspronkelijk voor rond Japan en China in de Grote Oceaan. Aan het eind van de 19e eeuw is de soort terechtgekomen in Europese kustwateren, vermoedelijk door vasthechting aan scheepsrompen of meegenomen met kweekoesters. Wordt aan de kust gevonden langs het vasteland van Europa, de Britse Eilanden en langs de Atlantische kust van Noord-Amerika, van Kaap Hatteras tot de Fundybaai.

## Voortplanting
De groene golfbrekeranemoon kent zowel geslachtelijke als ongeslachtelijke voortplanting. De laatste kan geschieden doordat het dier zich simpelweg in tweeën deelt.